# نيلس وندغرين
نيلس وندغرين (بالسويدية: Nils Lundgren)‏ هو اقتصادي وسياسي سويدي، ولد في 13 يوليو 1936 في خوفدة في السويد. حزبياً، نشط في قائمة يونيو. في انتخابات البرلمان الأوروبي 2004، انتخب عضو في البرلمان الأوروبي عن دائرة السويد ‏ لترشحه ضمن   قائمة قائمة يونيو، وقد انضم خلال فترته النيابية (20 يوليو 2004 – 13 يوليو 2009)  للكتلة البرلمانية كتلة استقلال/ديمقراطية ‏.